# Bitwa koło wyspy Keszm
Bitwa koło wyspy Keszm – starcie zbrojne, które miało miejsce w roku 1625 w trakcie angielsko-portugalskich walk kolonialnych.
W roku 1619 Rui Freire de Andrade na czele 5 okrętów i 2000 ludzi wyruszył w kierunku cieśniny Ormuz. W czerwcu 1620 r. flotylla pojawiła się u brzegów wyspy Keszm, gdzie Portugalczycy rozpoczęli budowę twierdzy, mającej na celu blokadę przejścia okrętów angielskich. Kilka miesięcy później Anglicy porozumieli się z Persami, z pomocą których zmusili Portugalczyków do opuszczenia wyspy po zwycięskiej bitwie w cieśninie Ormuz. W lutym 1625 r. portugalska flota powróciła w rejon Keszm, staczając 3 bitwy z Anglikami w dniach 11, 13 oraz 25 lutego. W wyniku ostatniego starcia Portugalczykom udało się pokonać flotę angielską i przejąć kontrolę nad całym akwenem. 